# Avro 696 Shackleton
L'Avro 696 Shackleton era un bombardiere e ricognitore marittimo a lungo raggio prodotto dall'azienda britannica Avro (A.V. Roe Ltd) dagli anni cinquanta. Venne sviluppato a partire dalle superfici di volo del Lincoln alle quali venne aggiunta una nuova fusoliera. Fu utilizzato principalmente per la sorveglianza antisommergibile e il pattugliamento marittimo. In seguito venne adattato alla sorveglianza radar e per la ricerca e soccorso. Rimase in servizio dal 1951 al 1990 nella Royal Air Force e, tra il 1957 e il 1984, nella Suid-Afrikaanse Lugmag, l'Aeronautica militare del Sudafrica. Il velivolo prende il nome dal famoso esploratore Ernest Henry Shackleton.

## Storia del progetto
Il velivolo venne progettato da Roy Chadwick come Type 696. Il velivolo si ispirava chiaramente al bombardiere Avro 683 Lancaster, uno dei maggiori successi di Chadwick, e al Lincoln, che all'epoca era utilizzato come velivolo antisommergibile. Il nuovo velivolo utilizzava le ali ed il carrello d'atterraggio di quest'ultimo aereo unite ad una fusoliera di nuova progettazione. Nelle fasi iniziali di sviluppo era designato Lincoln ASR 3. Come motori vennero impiegati i Rolls-Royce Griffon sui quali furono montate delle eliche controrotanti di quattro metri di diametro.
Il primo volo venne effettuato nel marzo del 1949 e i primi esemplari di produzione furono consegnati alla Royal Air Force Coastal Command nell'aprile del 1951. Il loro debutto operativo avvenne durante la crisi di Suez. Nel ruolo antisommergibile lo Shackleton trasportava due tipi di boe, l'ESM, l'Autolycus, un rilevatore di fumi diesel e, per un breve periodo, un rilevatore di anomalie magnetiche (MAD) che si rivelò però poco affidabile. L'armamento era composto da nove bombe oppure tre siluri o cariche di profondità oltre ad un cannone da 20 mm.
La versione MR.2, che si può considerare la prima versione definitiva del velivolo, era una versione migliorata sulla base dei risultati delle prime operazioni. Il radome venne spostato dal muso del velivolo ad una posizione ventrale per evitare rischi di danneggiamento a causa di collisioni con volatili e per aumentare la copertura. La sezione anteriore e quella caudale furono allungate mentre i piani di coda furono riprogettati. Anche il carrello venne rinforzato.
La versione MR.3 fu una successiva riprogettazione avvenuta in risposta alle richieste degli equipaggi. Venne introdotto un nuovo carrello triciclo e la fusoliera venne ingrandita. Venne montata una nuova ala con alettoni più efficienti e serbatoi alle estremità alari. Anche l'insonorizzazione venne aumentata accontentando gli equipaggi che spesso effettuavano missioni della durata di 15 ore. Venne realizzata anche una nuova zona di riposo che permetteva anche di poter dormire a bordo. Con queste modifiche il peso totale del velivolo salì a 23 600 kg e si rese necessario montare due turbogetti Armstrong Siddeley Viper Mk 203 per facilitare il decollo. Lo sforzo al quale veniva sottoposta la struttura fece però sì che la vita utile di questi velivoli fosse inferiore a quella degli esemplari della versione precedente.

## Impiego operativo
Il velivolo fu impiegato nel ruolo antisommergibile fino al 1969 quando venne sostituito dal Nimrod mentre nel ruolo SAR continuò a venire impiegato fino al 1972. La volontà di ritirare lo Shackleton dal servizio fu ritardata dal contemporaneo ritiro del Fairey Gannet. Con la scomparsa di questo aereo veniva a mancare la sorveglianza radar della zona del Mare del Nord e dell'Atlantico settentrionale. Per sopperire a questa carenza venne montato il radar del Gannett, l'AP/APS-20, su alcuni Shackleton MR. 2. La nuova versione del velivolo venne designata Shackleton AEW 2. Questo velivolo era pensato per essere una soluzione temporanea in attesa dell'entrata in servizio del Nimrod AEW. Il fallimento di questo progetto però comportò un ulteriore prolungamento della carriera dello Shackleton che alla fine venne sostituito solo dal Boeing E-3 Sentry che verrà acquistato nel 1991.
In totale furono 185 gli esemplari dello Shackleton prodotti tra il 1951 e il 1958. Dodici velivoli sono ancora completi e uno è ancora in condizioni di volo. Uno Shackleton della Suid-Afrikaanse Lugmag è andato perduto in un incidente.

## Versioni

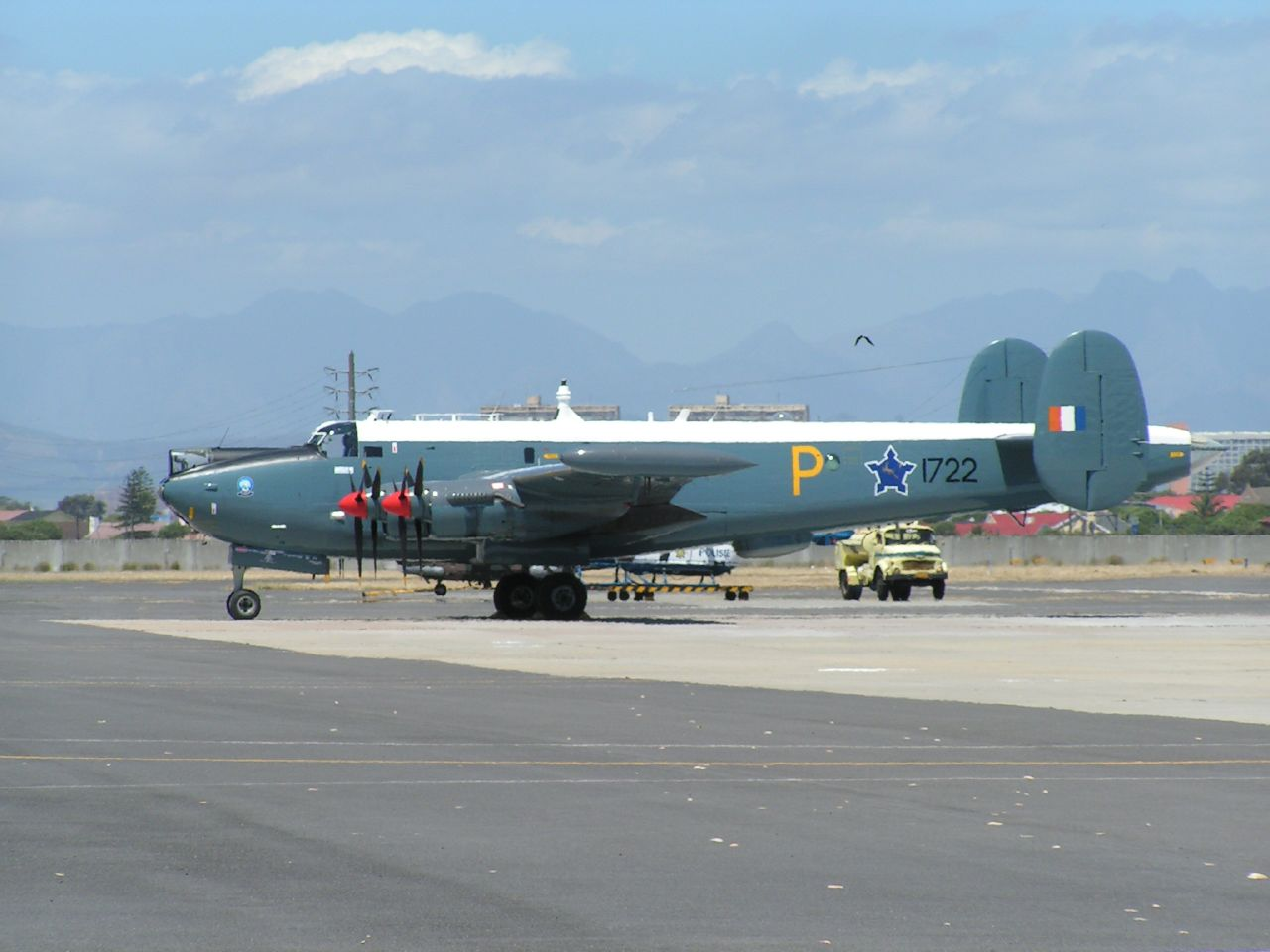
Uno Shackleton della South African Air Force.

- Shackleton GR.1: Prima versione di produzione. Realizzata per la RAF e in seguito ridesignata Shackleton MR.1.
- Shackleton MR.1A: Versione dotata di quattro motori Griffon 57A e di radome sulla parte anteriore della fusoliera. Entrato in servizio nel 1951.
- Shackleton MR.2: Versione con muso allungato e radome ventrale.
- Shackleton MR.2C: Designazione di alcuni MR.2 dotati di sistema di navigazione e di attacco dello Shackleton MR.3.
- Shackleton MR.3: Versione da ricognizione marittima e attacco antinave. Il ruotino di coda era stato sostituito da un carrello triciclo. Era dotato di serbatoi ausiliari alle estremità alari. Otto esemplari furono esportati in Sud Africa.
- Shackleton MR.3 Phase 2: Come MR.3 ma dotato di turbogetti Viper per il decollo.
- Shackleton MR.4: Nuova versione da pattugliamento marittimo, mai realizzata.
- Shackleton AEW.2: Versione da sorveglianza aerea ottenuta dalla trasformazione di alcuni MR.2 e dotata del radar del Gannett.
- Shackleton T.4: Versione da addestramento per i navigatori.

## Utilizzatori

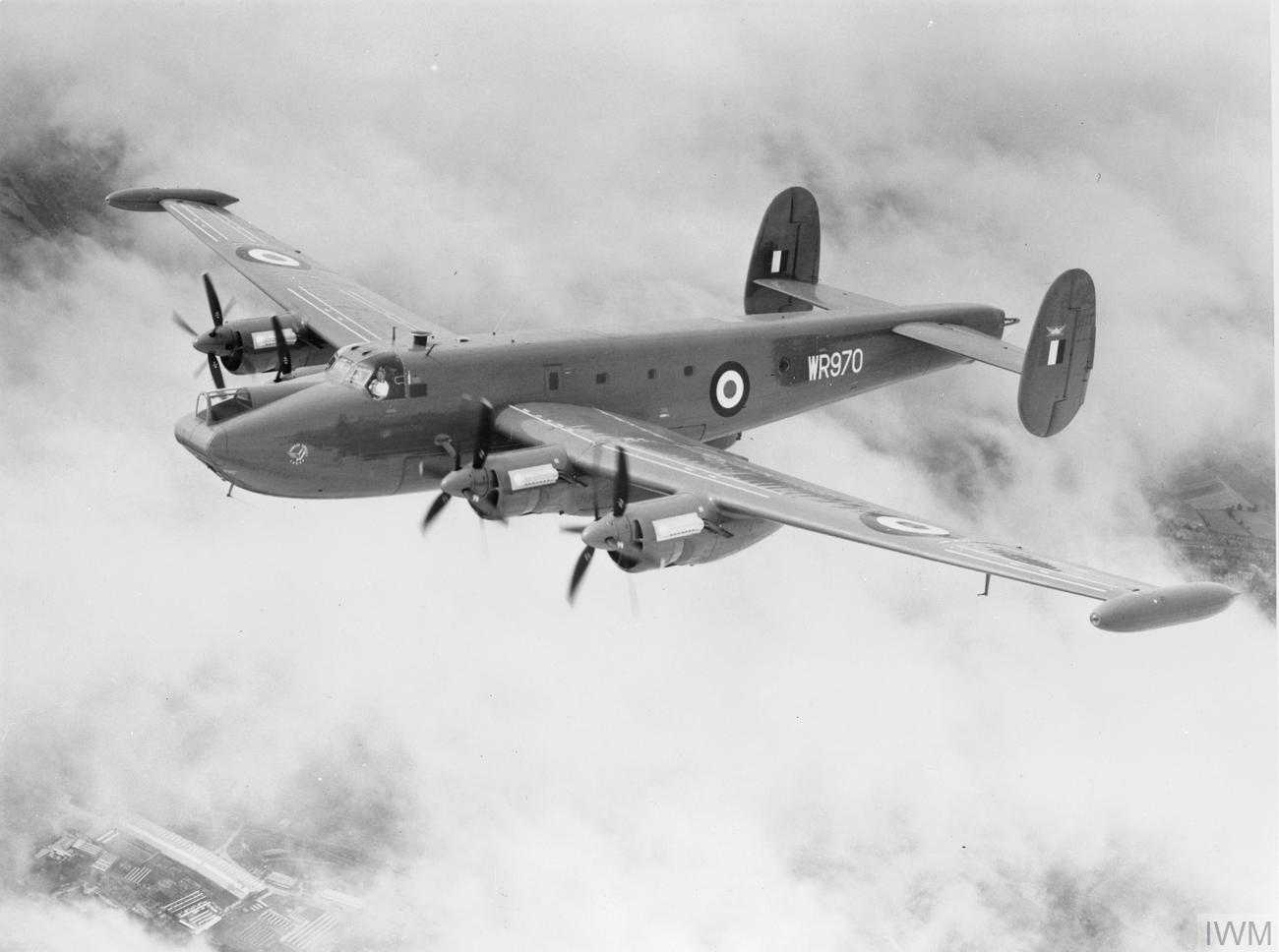
Un Avro Shackleton MR.3 della Royal Air Force.

(Elenco parziale)
 Regno Unito
- Royal Air Force
- Royal Air Force Coastal Command
  - No. 224 Squadron RAF – 1951–66[1]

 Sudafrica
- Suid-Afrikaanse Lugmag

8 Avro Shackleton MR Mk.3 ordinati nel 1954 ed in servizio dal 1957 al 1984.

## Velivoli comparabili
- Canadair CL-28 Argus